# Heliopolis (Egipt)
| iwn | nw · O49 |

| lub | O28 |

| iwn | nw · O49 |

| lub | O28 |

Heliopolis (z gr. Ἡλιούπολις lub Ἡλίουπόλις – "miasto słońca"; egip. Iunu lub Junu – "słupy", "miasto słupów"; hebr. On; arab. مصر الجديدة = Misr al-Dżadida) – prastare miasto w starożytnym Egipcie, stolica XIII nomu Dolnego Egiptu, ważny ośrodek religijny, centrum kultu Re, później Atuma-Re-Chepri i Re-Horachte, oraz miejsce ukształtowania się tzw. kosmogonii heliopolitańskiej, będącej podstawą wiary starożytnych Egipcjan.

## Określenia Heliopolis
Miasto w starożytnych tekstach nazywane było „Świątynią Dziewiątki Bogów”, przy czym pod określeniem „dziewiątka” rozumiano nie tylko dziewięć podstawowych bóstw teologii heliopolitańskiej, ale cały panteon bogów (Enneada z Heliopolis). Miasto określano także „Kołyską Bogów”, gdyż to tutaj, zgodnie z wierzeniami, na początku świata istniał nieruchomy ocean – Nun, z którego wyłonił się bóg – stworzyciel Atum-Re. On to przez samozapłodnienie zrodził pierwszych bogów.

## Historia i znaczenie miasta
Heliopolis nigdy formalnie nie spełniało funkcji centrum politycznego, natomiast było centrum życia religijnego. O dziejach miasta aż do panowania IV dynastii nic nie wiemy. Miasto zyskało wybitnie na znaczeniu, kiedy to władcy Egiptu z IV dynastii zaczęli tytułować się Synami Słońca. Szczytowy okres znaczenia miasta przypadł na czasy V dynastii. W tym też czasie kapłani boga słońca Re z Heliopolis zdobyli duże wpływy polityczne i religijne, które trwały dalej, w większym czy mniejszym stopniu, do końca istnienia starożytnej cywilizacji egipskiej. Urząd arcykapłana w Heliopolis był wysoce nobilitujący, dlatego też często był piastowany przez członków rodziny panującej. Do arcykapłanów należeli m.in. Imhotep z okresu III dynastii i Rahotep z okresu IV dynastii. Nowi władcy Egiptu przybywali do Heliopolis, by uzyskać zatwierdzenie swojej władzy.
Miasto utrzymało swoje duże znaczenie także w okresie XII dynastii i później, kiedy to straciło wpływy polityczne na rzecz rosnących w siłę Teb (o których mówiono „Heliopolis Południa”). Niemniej pozostało jednym z najważniejszych ośrodków kultowych starożytnego Egiptu, aż do zdobycia miasta przez Aleksandra Wielkiego w 332 p.n.e. Wcześniej, duże spustoszenia w mieście poczynili perscy najeźdźcy, co opisał Strabon. Nowi, greccy władcy skupili się na wznoszeniu nowej stolicy – Aleksandrii – i budowaniu świątyń nowych bogów. Stary ośrodek kultu Re-Horachte zaczął podupadać. Po 250 p.n.e. rozpoczęło się wywożenie z Heliopolis obelisków i posągów – na podstawie inskrypcji można stwierdzić, że większość sfinksów ustawionych na hellenistycznych i rzymskich nekropolach Aleksandrii pochodzi właśnie z Heliopolis. W okresie panowania rzymskiego zabytki stąd zaczęły trafiać również do Rzymu. Dzieła zniszczenia dopełnił szybko rozbudowujący się Kair, ruiny świątyń zaczęto rozbierać w celu pozyskania cennego budulca dla rozrastającego się miasta.

## Święte miejsca i przedmioty kultu
Wielka świątynia boga Re w Heliopolis zajmowała pierwotnie obszar, którego jeden bok osiągał 1 km długości. Jej sanktuarium nosiło nazwę Kaplicy Benu lub Kaplicy Kamienia Benben. Sama świątynia była pierwowzorem innych świątyń solarnych, z których do naszych czasów zachowała się (w miarę dobrym stanie) świątynia Niuserre w Abu Gurab.

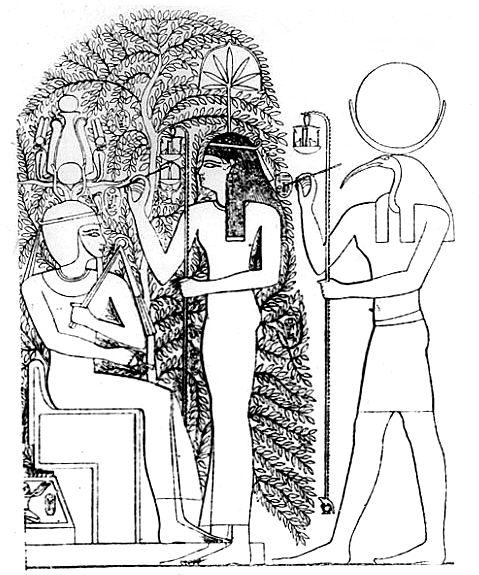
Ramzes II z boginią Seszat i bogiem Thotem pod świętym drzewem „iszed” w Heliopolis – kopia reliefu z Ramasseum

Pierwotnym przedmiotem kultu był słup Junu, prawdopodobnie rodzaj fetysza lokalnego bóstwa z Heliopolis, którego kult ginie w mroku pradziejów. Gdy w połowie III tysiąclecia p.n.e. miasto zaczęło pełnić rolę ośrodka kultu solarnego, stary fetysz ustąpił miejsca nowemu w postaci obelisku, nazywanemu kamieniem benben, znajdującemu się w świątyni boga słońca w Heliopolis, który był kamiennym wyobrażeniem promienia słonecznego, symbolu boga Re. Innymi przedmiotami kultu i symbolami Heliopolis były święte drzewa:
- iszed, czyli święta persea, pod którą klęczał faraon (przedstawienie Ramzesa II w Abu Simbel) i pod którą towarzyszył bogom, a na której bogini Seszat i Thot zapisywali wydarzenia historyczne, imiona i lata panowania władców (relief w Ramesseum – na ilustracji obok);
- święta wierzba związana z kultem Benu (gr. Feniks);
- inne drzewo nazywane drzewem Hathor.

W Heliopolis czczone były również święte zwierzęta:
- czarny byk Mnewis, też związany ze słonecznym kultem Atuma – Re;
- ptak Benu – święta czapla, którą uważano za duszę Re;
- ichneumon – święte zwierzę Atuma;
- stonoga Sepa, mająca sanktuarium w pobliżu Heliopolis, nad Nilem.

Czczono tu także Horusa Starszego.

## Współczesne Heliopolis

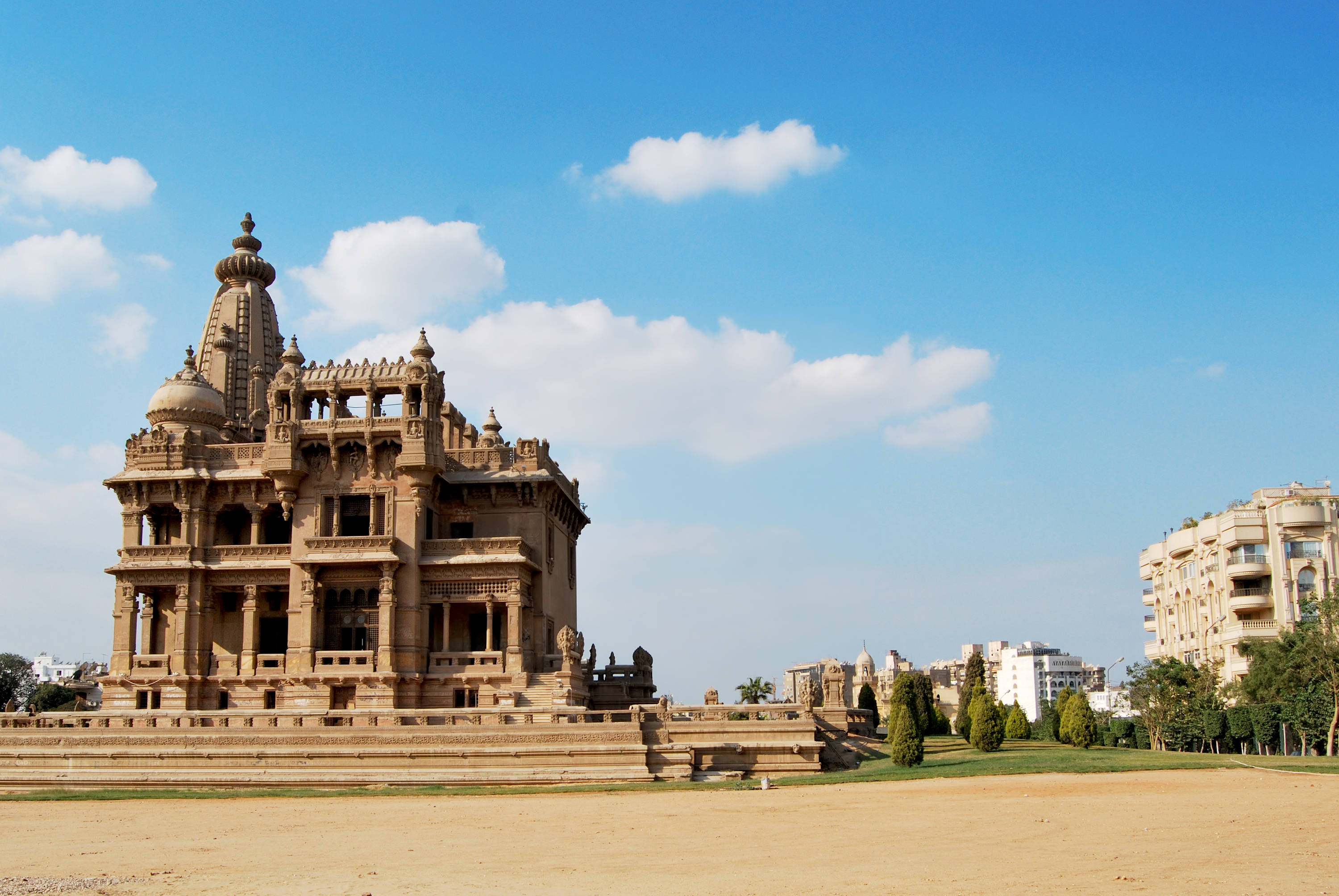
Tyły Pałacu Barona Empain (Kassr Al Baron), w Salah Salem, przy głównej ulicy w Heliopolis

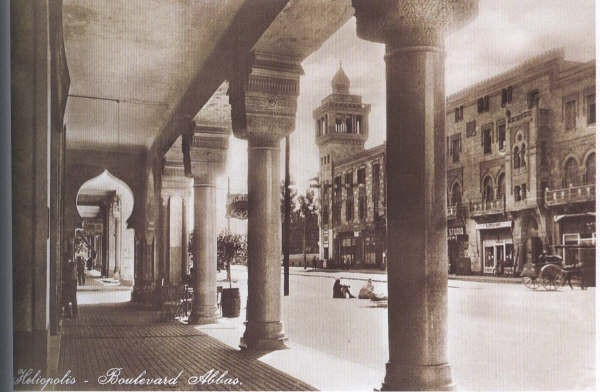
Arkady w Heliopolis

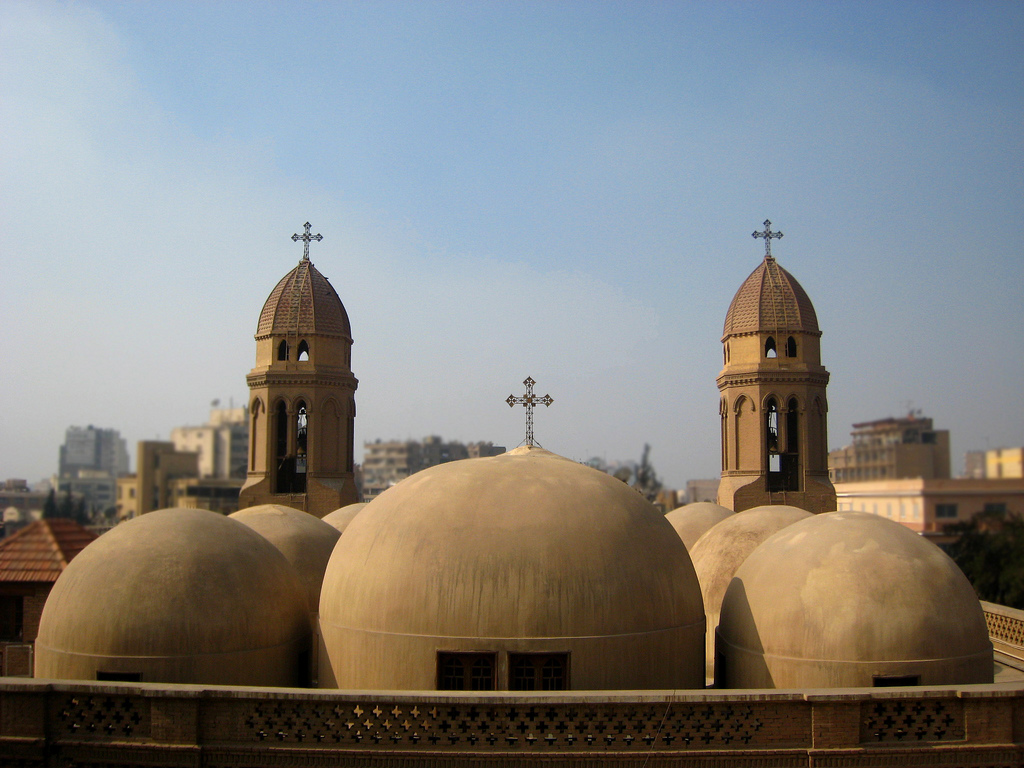
Kościół św. Marka – najstarszy kościół ortodoksyjnego kościoła koptyjskiego w dzielnicy

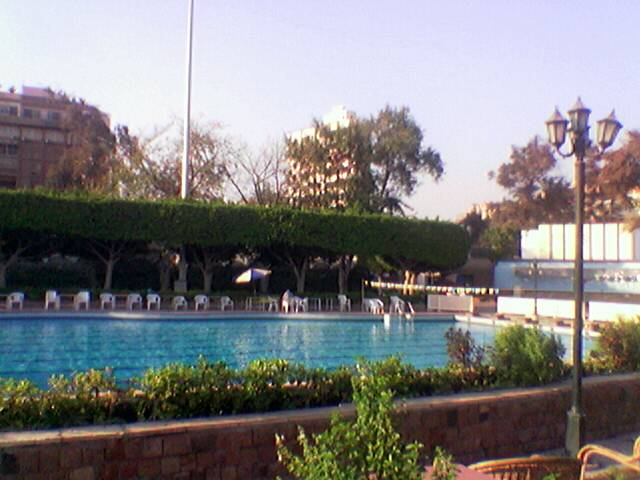
Heliopolis Sporting Club in 2007

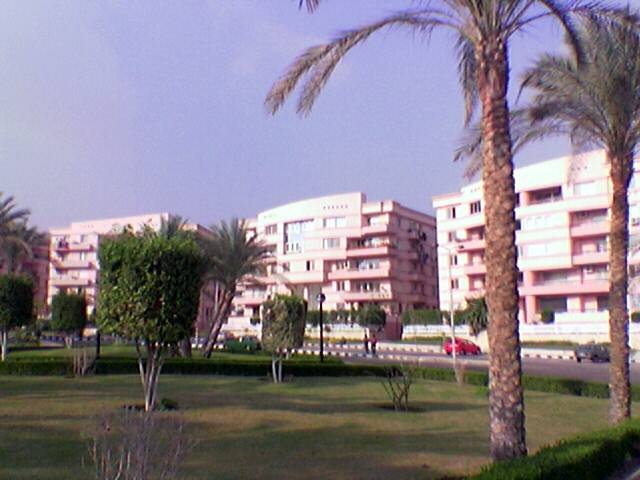
Osiedle El-Rehab

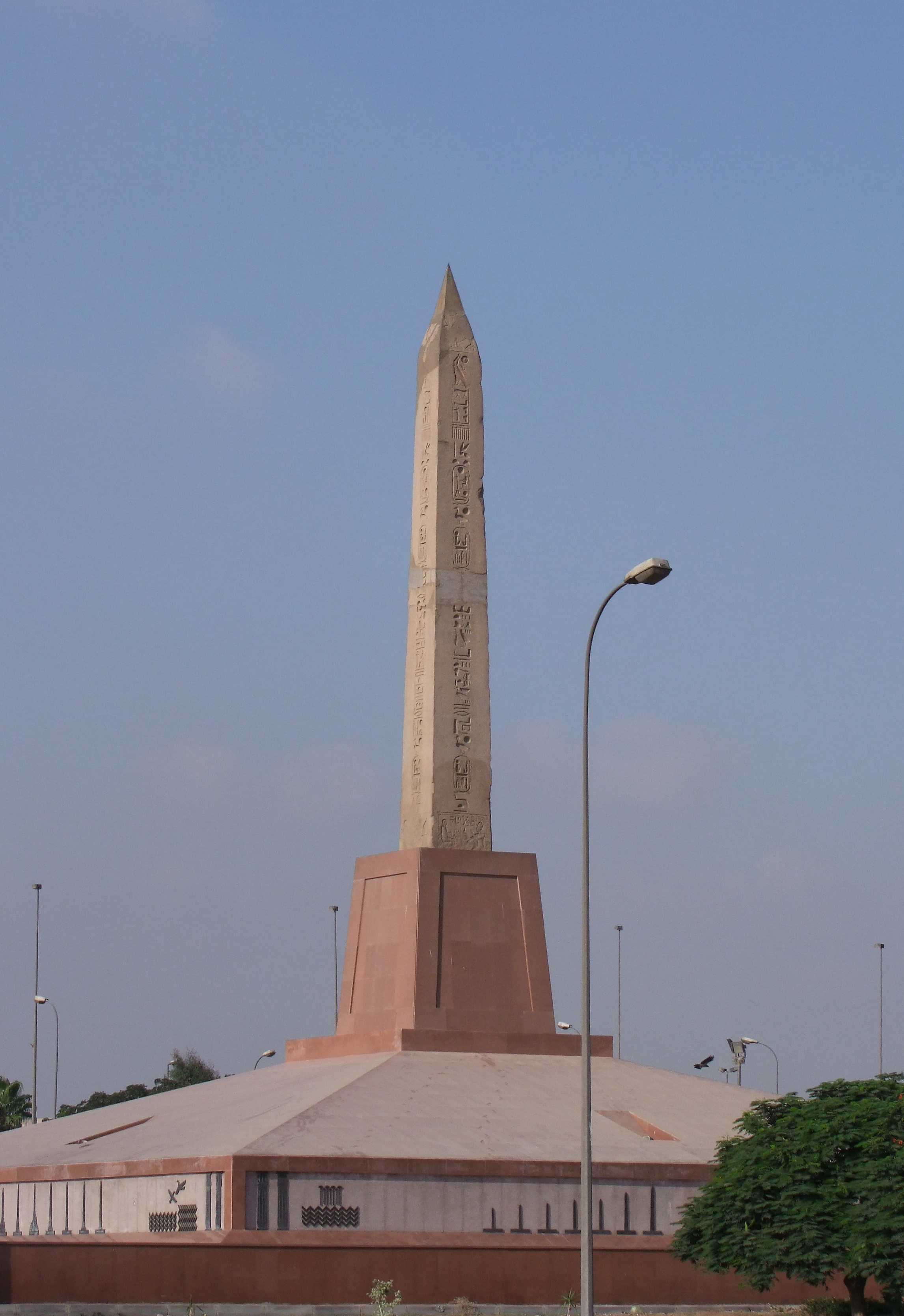
Obelisk Ramzesa II w tutejszym porcie lotniczym.

Obecnie Heliopolis nosi nazwę arabską Ajn asz-Szams (مصر الجديدة) – nazywana jest też Nowym Kairem (Masr al-Gadida) – północno-wschodnia dzielnica stolicy Egiptu, Kairu.

### Historia
Zostało założone w 1905 roku przez Heliopolis Oasis Company, kierowany przez belgijskiego przemysłowca Édouarda Louisa Josefa Barona Empaina, jak również przez Boghosa Nubara, syn egipskiego premiera Nubara Pasza. Baron Empain, egiptolog amator i wybitnych europejski przedsiębiorca, przybył do Egiptu w styczniu 1904 roku, zamierzał na ratować jeden ze swoich projektów w tym kraju - budowę linii kolejowej łączących Matarie z Port Said. Pomimo utraty kontraktu kolejowego, Empain pozostał w Egipcie. W 1905 roku założył wspomnianą firmę, która za niską cenę, kupiła od rządu, duży obszar pustyni na północny wschód od Kairu. Pod koniec XX w. liczba mieszkańców stolicy wzrosła dwukrotnie, powiększyła się również społełeczność mieszkających tam obcokrajowców. Baron Empain zaproponował utworzenie na pustyni miasta-ogrodu, połączonego ze śródmieściem kolejką naziemną. To komercyjne przedsięwzięcie było atrakcyjne dla inwestorów, ponieważ firma mogła zarabiać na czynszach i opłatach transportowych. Heliopolis zostało zaprojektowane przez Sir Reginalda Oekesa na planie siatli odchodzących od centrum ulic, z porozdzielanymi krzewami szerokimi alejami, przy których stały budynki ozdobione bladożółtymi fasadami w stylu mauretańskim. W dzielnicy tej, której nazwa nawiązuje do starożytnego Miasta Słóńca koło Matarii, powstały obiekty użyteczności publicznej, szkoły, kościoły. Nowe miasto reprezentowało pierwszą dużą skalę próby promowania własnego stylu, znany obecnie jako styl Heliopolis. Zostało zaprojektowane jako "miasto luksusu i przyjemności", z szerokimi alejami i wyposażone we wszystkie niezbędne udogodnienia i infrastrukturę; wodociągi, kanalizację, energię elektrycznej, obiekty hotelowych, takich jak Heliopolis Palace Hotel i Heliopolis House i rekreacji, w tym pole golfowe, tor wyścigowy i park.
Alexander Marcel, francuski architekt i członek prestiżowego Instytutu Francuskiego, został poproszony przez Empaina zbudował mu pałac w stylu hinduskim. Wzorowana na Angkor Wat w Kambodży i hinduskie świątynie Orissa, pałac został wzniesiony w latach 1907 do 1910 roku. Stoi on do dziś, pozostając jednym z najlepszych przykładów wczesnego wykorzystania betonu, z których został w całości zbudowany. W okolicy znajdowały się jedne z najbogatszych rezydencji egipskich, z lewej stoi Pałac Avenue Baron Arabesque Pałac Boghos i Marie Nubar Pasha, obecnie siedziba dowództwa wojskowego. To właśnie Pasha, który pomagał Baronowi Empainowi w zakupie 24 km ² otwartej pustyni, na której zbudował Heliopolis. Po przekątnej, stoi dawna rezydencja Sułtana Husajna Kamela, który panował nad Egiptem między 1914 i 1917 roku. Dziś jest pałac prezydencki, w którym przyjmuje on gości.

### Infrastruktura
Cmentarz Heliopolis znajduje się przy ulicy Wakkad Nabil El. Na nim znajduje się pomnik Port Taufik Memorial, ponad 4000 żołnierzy brytyjskiej armii indyjskiej, którzy polegli podczas I wojny światowej, który był pierwotnie usytuowany w Port Taufik, ale został przeniesiony do Heliopolis po jego zniszczeniu w 1967 roku.
Bazylika katolicka znajduje się na ulicy Al-Ahram i jest słynnym zabytkiem w Heliopolis. Jest to miejsce pochówku Barona Empaina. W dzielnicy znajdują się liczne miejsca kultu religijnego, w tym wiele muzłumańskich meczetów. Na ulicy Al Missalah znajduje się synagogoga żydowska, co wskazuje, że dzielnica znana jest z tolerancji religijnej.
Współczesne Heliopolis zostało zamieszkane głównie przez artystrokrację i bogatych Egipcjanów, jak również niektórych obywateli europejskich. W przeciwieństwie do innych nowoczesnych przedmieść na przełomie XIX i XX wieku, Heliopolis miało znacznie większy odsetek mieszkańców obywateli egipskich. Po rewolucji w 1952 roku i masowych wyjazdach cudzoziemców, większości osiedlili się tu wykształceni Kairczycy klasy średniej. W tym samym okresie wokół Heliopolis zaczęły powstawać uboższe osiedla, co zakończyło okres uprzywilowanego odizolowania dzielnicy. A w związku z tym, że i Kair się rozrósł, to początkowo duża odległość między Heliopolis a nim całkowicie zanikła i teraz dzielnica ta jest w środku całej aglomeracji stolicy tzw. Wielkiego Kairu. Ze względu na duży wzrost liczby ludności, zabudowano pierwotne ogrody wypełnione, które wypełniały Heliopolis. Od 1922 roku liczba jego mieszkańców wzrosła o kilka razy. Od lat 70 XX w. zamiast ogromnych willi zaczęto budować klimatyzowane wieżowce, a tor wyścigowy zamieniono na lunapark. Ekspansja budownictwa wytworzyła nowe osiedla w północno-wschodniej części dzielnicy, takie jak: El-Rehab, El-Shorouq, El-Obour, Badr i Madinaty. Obecnie wielu cudzoziemców wynajmuje mieszkania lub pracuje w Heliopolis. Tu ma siedzibę większość egipskich firm turystycznych, które posiadają swoje hotele w kurortach na Riwierze Morza Czerwonego. Znajduje się tu też Międzynarodowy Instytut Językowy, Helipolis Sporting Club.
Heliopolis ma szczególne znaczenie polityczne i wojskowe. Za rządów dyktatora Hosniego Mubaraka, jego rezydencja oraz miejsce jego urzędu (prezydenta).Znajduje się tu też wojskowa baza lotnicza. Dzielnica została zbombardowan podczas wojny Yom Kippur z Izraelem.

### Transport
W dzielnicy mieści się również Port lotniczy Kair.
Komunikacja: metro, autobusy, tramwaje, minibusy

### Turystyka i zabytki
Do naszych czasów niestety nic nie zachowało się ze starożytnych, monumentalnych obiektów sakralnych, z wyjątkiem 20-metrowego obelisku z czerwonego granitu, wzniesionego przez Senusereta I z XII dynastii, stanowiącego niegdyś element wielkiej świątyni Re. Wykopaliska w Heliopolis pozwoliły zlokalizować szereg świątyń, głównie z czasów Nowego Państwa i Okresu Późnego, uzyskano też setki zapisów różnych władców. Podczas wykopalisk w mieście odkryto również pochówki świętych byków. Prace obecnie są kontynuowane przez zespół egipskich i niemieckich archeologów.
Obecnie turyści przyjeżdżają do tej dzielnicy przede wszystkim ze względu na restauracje i kluby nocne, a tylko niektórzy, by podziwiać architekturę przy głównych bulwarach.
Według ponad 70 żydowskich uczonych, którzy przełożyli Biblię z hebrajskiego na grekę (Septuaginta) oraz Józefa Flawiusza, Pi-Ramzes – miejsce z którego wyszli Izraelici w czasie wędrówki z Egiptu do Ziemi Obiecanej pod wodzą Mojżesza - znajdowało się na krańcu ziemi Goszem (wschodnia cześć Delty Nilu), w okolicach północnych przedmieść obecnego Heliopolis. Według tradycji żydowskiej wymarsz z Egiptu – z punktem wyjściowym w Rameses – rozpoczął się w pobliżu starożytnego Memfis. Zdaniem większości biblistów jest to miasto, wyznaczone na miejsce spotkania Izraelitów z poszczególnych części ziemi Goszen. Ale nie jest też wykluczone, że chodzi o okręg. Izraelici mogli przybyć z różnych jego stron do punktu zbornego w Sukkot.

## Zabytki z Heliopolis na świecie
Również poza granicami Egiptu znajdują się zabytki pochodzące z Heliopolis. Są to obeliski rzymskie na Piazza del Popolo i Piazza di Montecitorio (w Rzymie).